# Celliphine Chespol
Celliphine Chepteek Chespol (née le 23 mars 1999) est une athlète kényane, spécialiste du 3 000 mètres steeple.

## Biographie
Vainqueur du 2 000 m steeple lors des championnats du monde jeunesse de 2015, à Cali en Colombie, elle remporte la médaille d'or du 3 000 mètres steeple lors des championnats du monde juniors de 2016, à Bydgoszcz, en établissant un nouveau record de la compétition en 9 min 25 s 15.
Le 5 mai 2017 à Doha, elle porte le record du monde junior à 9 min 05 s 70, une performance exceptionnelle pour son âge. Elle termine 4e dans la course la plus relevée de l'histoire et où son temps final n'aurait jamais donné une telle place. Le 26 mai, Chespol s'impose au Prefontaine Classic de Eugene en signant le 2e chrono le plus rapide de l'histoire en 8 min 58 s 78, alors qu'elle s'était arrêtée à 550 mètres de l'arrivée à cause d'un problème avec sa chaussure. Cette performance est par ailleurs le nouveau record d'Afrique, que détenait précédemment Hyvin Jepkemoi avec 9 min 00 s 01 en 2015. Le record du monde de Ruth Jebet aurait pu ainsi tomber (8 min 52 s 78 en 2016). Elle participe au 3 000 mètres steeple des championnats du monde 2017 à Londres et se classe sixième de la finale.
En mars 2018, elle remporte la course individuelle senior des championnats d'Afrique de cross-country, à Chlef.

## Palmarès
| Date | Compétition                     | Lieu             | Résultat | Épreuve                  | Temps         |
| ---- | ------------------------------- | ---------------- | -------- | ------------------------ | ------------- |
| 2015 | Championnats du monde jeunesse  | Cali             | 1re      | 2 000 m steeple          | 6 min 17 s 15 |
| 2016 | Championnats du monde juniors   | Bydgoszcz        | 1re      | 3 000 m steeple          | 9 min 25 s 15 |
| 2017 | Championnats du monde de cross  | Manama           | 3e       | Individuel junior (6 km) | 19 min 2 s    |
| 2017 | Championnats du monde           | Londres          | 6e       | 3 000 m steeple          | 9 min 15 s 04 |
| 2018 | Championnats d'Afrique de cross | Chlef            | 1re      | Individuel (8 km)        | 35 min 10 s   |
| 2018 | Jeux du Commonwealth            | Gold Coast       | 2e       | 3 000 m steeple          | 9 min 22 s 61 |
| 2018 | Championnats du monde juniors   | Tampere          | 1re      | 3 000 m steeple          | 9 min 12 s 78 |
| 2018 | Championnats d'Afrique          | Asaba            | 2e       | 3 000 m steeple          | 9 min 09 s 61 |
| 2019 | Ligue de diamant                | Ligue de diamant | 8e       | 3 000 m st.              | 9 min 20 s 04 |
| 2019 | Championnats du monde           | Doha             | finale   | 3 000 m st.              | DNF           |
| 2022 | Championnats du monde           | Eugene           | 13e      | 3 000 m st.              | 9 min 27 s 34 |

## Records
| Épreuve         | Performance             | Lieu   | Date        |
| --------------- | ----------------------- | ------ | ----------- |
| 3 000 m steeple | 8 min 58 s 78 (AR, WJR) | Eugene | 26 mai 2017 |